# Румфорд, Бенджамин Томпсон
Бе́нджамин То́мпсон, граф Ру́мфорд (англ. Sir Benjamin Thompson, Count Rumford, 26 марта 1753 — 21 августа 1814) — англо-американский учёный и изобретатель, авантюрист, государственный и общественный деятель ряда стран.
Член Лондонского королевского общества (1779), иностранный член Парижской академии наук (1802).

## Биография
Родился в 1753 году в Вуберне, колония Массачусетс-Бэй, в семье состоятельного фермера. Систематического образования Томпсон не получил.
С 13 лет работал мальчиком-помощником в магазинах Сейлема и Бостона и у врача в Вуберне.
В 19 лет он женился на молодой вдове богатого землевладельца Саре Уолкер (англ. Sarah Walker; 1739—1792). Связи жены позволили ему войти в доверие к британскому королевскому губернатору колонии Нью-Гэмпшир, он стал офицером милиции. Одновременно выполнял секретные задания правительства Великобритании.

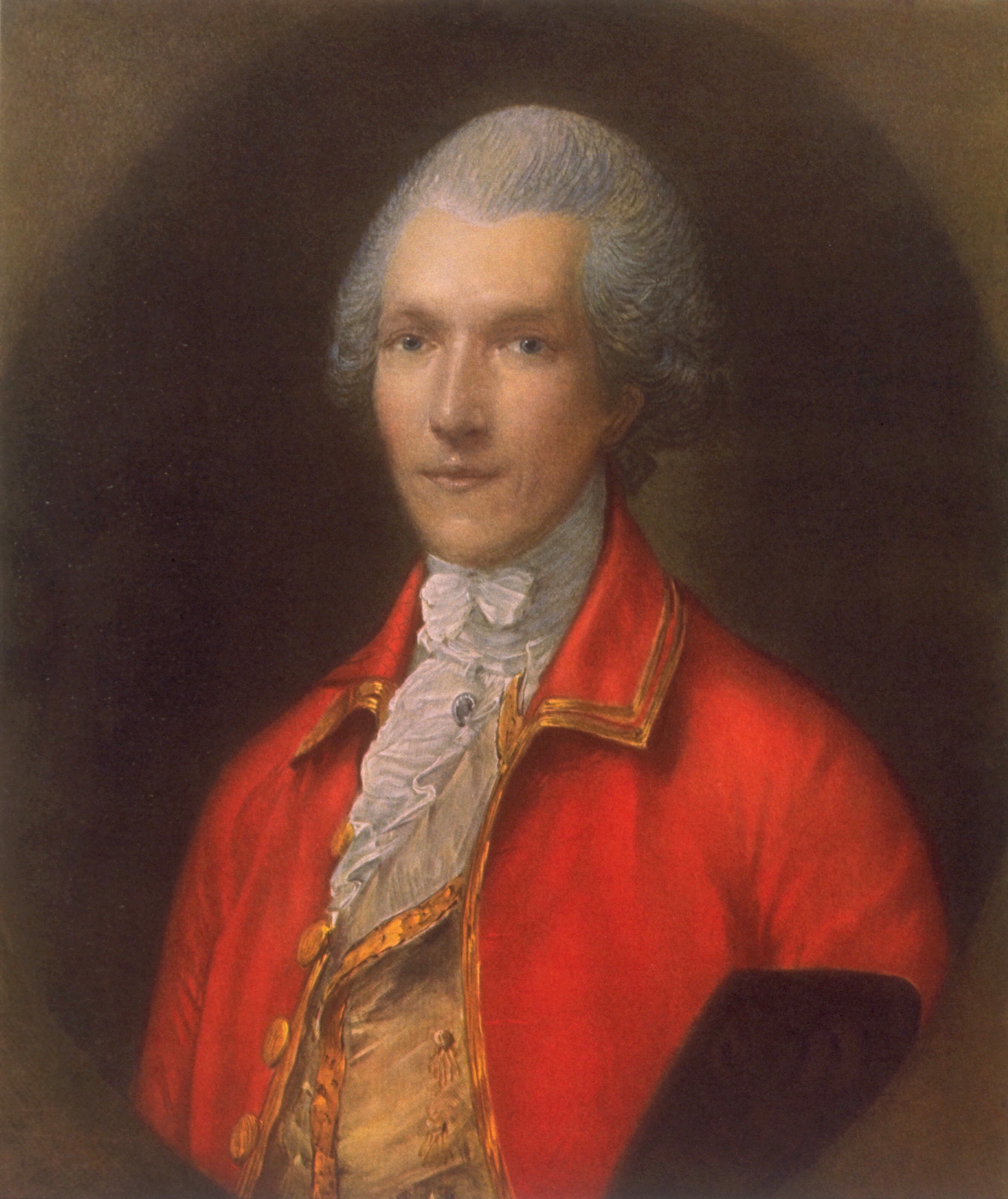
Портрет работы Томаса Гейнсборо (1783)

В 1775 году, после поражения колониальной армии и выдвижения против него обвинений в шпионаже, был вынужден бежать в Бостон, где некоторое время был комендантом порта. В 1776 году, в возрасте 23 лет, вместе с отступающей английской армией Томпсон покинул Бостон и перебрался в Лондон, бросив на произвол судьбы свою жену с грудным ребёнком и престарелого тестя.
C 1779 года член Лондонского королевского общества.
В 1776—1781 годах служил в правительственных ведомствах в Лондоне, в 1781—1783 годах командовал британским королевским драгунским полком в войне за независимость в Северной Америке 1775—1783 годов.
С 1784 году Томпсон переезжает в Мюнхен в качестве военного советника баварского курфюрста Карла-Теодора. Через несколько лет Томпсон занял видное положение, став вторым человеком в Баварии: он одновременно был военным министром, министром полиции и камергером баварского двора. В баварском периоде жизни Томпсона следует выделить реформу армии, благоустройство городов, создание работных домов для неимущих и культивирование картофеля. По поручению курфюрста он создал Английский сад в Мюнхене в 1789 году, который известен как один из крупнейших городских парков. В том же году он был избран иностранным почетным членом Американской академии искусств и наук в 1789. За свои заслуги перед Баварией в 1791 году получил титул графа Священной Римской империи, причём титульным графством был назван Румфорд, где он жил до эмиграции из Северной Америки. В то же время он не прекращал сотрудничать с английской разведкой, регулярно сообщая ей о состоянии баварской армии.
В 1795 году Томпсон вернулся в Лондон, где в 1799 стал одним из основателей Королевского института.
В 1801 году он познакомился с Марией Анной Польз, вдовой великого французского химика Антуана Лорана Лавуазье. В 1803 году они совершили длительное путешествие по Баварии и Швейцарии, а 24 октября 1805 года обвенчались в Париже (первая жена, брошенная Томпсоном в Североамериканских Штатах, к тому времени скончалась). Однако брак этот не был счастливым. По преданию, Томпсон согласился на развод, заметив со вздохом: «Как же повезло Лавуазье с гильотиной!».
После развода Томпсон поселился в Париже и продолжал научную работу до своей смерти 21 августа 1814 г. Он похоронен на маленьком кладбище Отёй (Auteuil), неподалёку от могилы выдающегося математика Адриена Лежандра. В надгробной речи секретарь Французской академии наук Жорж Кювье отметил после перечисления заслуг «Не любя и не уважая своих собратьев по человечеству, он все же оказал им множество услуг».
Его дочь от первого брака Сара Томпсон унаследовала титул графини Румфорд.

## Научная деятельность
Научную деятельность Томпсон начал в 1778 году, выполнив количественное измерение взрывной силы пороха.
В 1798 году он сделал в мюнхенских военных мастерских важное наблюдение: при высверливании канала в пушечном стволе выделяется большое количество тепла. Чтобы точно исследовать это явление, Румфорд проделал опыт по сверлению канала в цилиндре, выточенном из пушечного металла. В высверленный канал помещали тупое сверло, плотно прижатое к стенкам канала и приводившееся во вращение. Термометр, вставленный в цилиндр, показал, что за 30 минут операции температура поднялась на 70 °F.
Томпсон повторил опыт, погрузив цилиндр и сверло в сосуд с водой. В процессе сверления вода нагревалась и спустя 2,5 часа закипела.

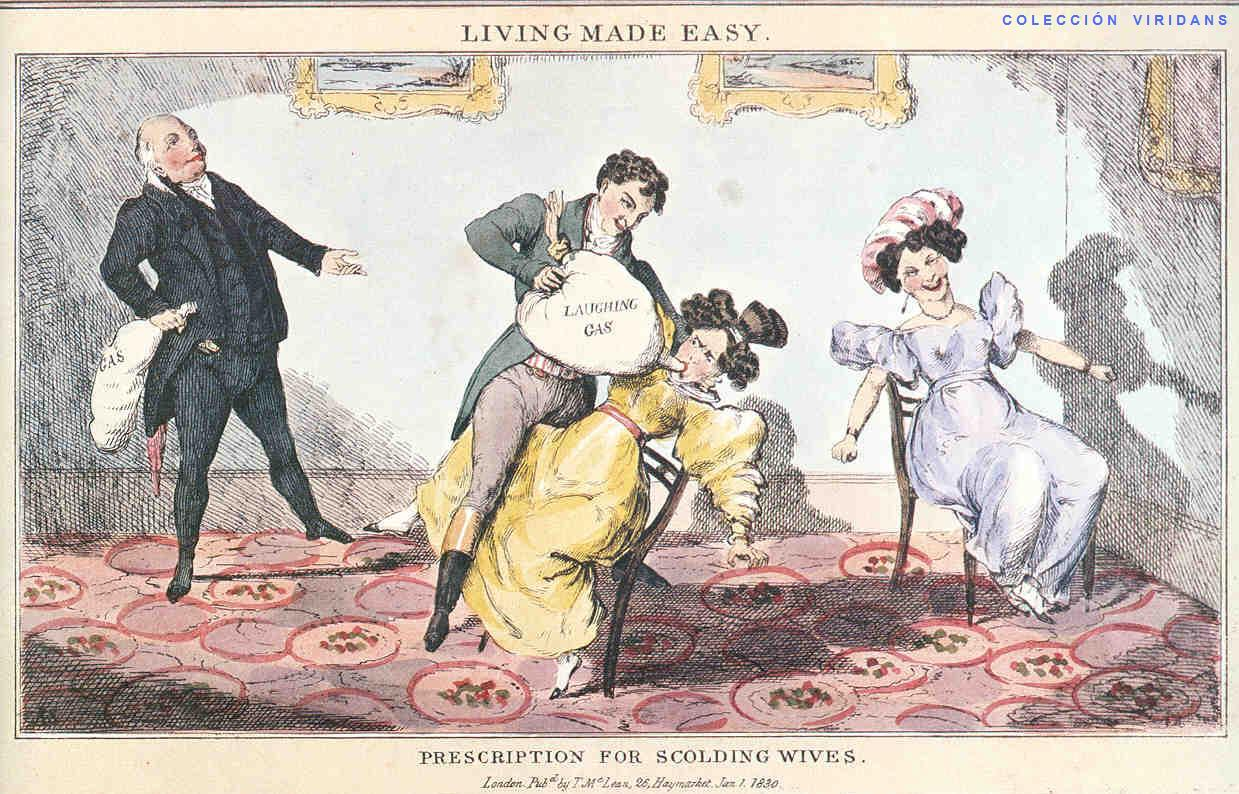
«Жизнь становится легче». Граф Румфорд и Х. Дэви демонстрируют действие «веселящего газа» (карикатура нач. XIX в.)

Таким образом, Томпсон впервые показал связь между механической работой и внутренней энергией и рассматривал последнюю как результат особого вида движения частиц материи. Вместе с Гемфри Дэви он значительно способствовал становлению кинетической теории теплоты. Ранее на то, «что причиною теплоты является внутреннее вращательное движение связанной материи», указывал М. В. Ломоносов.
Томпсон заложил основы термофизики: изобрел калориметр для определения теплоты реакций горения веществ, предложил конструкцию фотометра для изучения поглощения света веществом, открыл и исследовал явление конвекции в газах и жидкостях.
Он известен многочисленными изобретениями: например, камином оригинальной конструкции («камин Румфорда»). Считается, что он изобрёл симпатические чернила, кухонную плиту, кофейный перколятор, армейскую полевую кухню, печи для обжига кирпича, паровую отопительную систему и т. п.

## Суп Румфорда
Карл Маркс в «Капитале» приводит уникальный кулинарный рецепт, т. н. «супа Румфорда», цитируя книгу самого графа Румфорда «Политические, экономические, философские и т. д. эссе»:

5 ф. ячменя, 5 ф. кукурузы, на 3 пенса селёдок, на 1 пенс соли, на 1 пенс уксуса, на 2 пенса перцу и зелени, итого на сумму 20 3/4 пенса, получается суп на 64 человека, при этом при средних ценах хлеба стоимость этого может быть ещё понижена до 1/4 пенса на душу.
— Benjamin Thompson. Essays political, economical and philosophical etc.; 3 vol. London, 1796—1802, v. 1, p. 294 // К. Маркс «Капитал», т. 1, глава 22
Маркс приводит этот рецепт как пример того, какими способами жадные капиталисты стараются подешевле прокормить своих рабочих, и указывает имя автора: «один американский краснобай, возведённый в баронское звание янки Бенджамин Томпсон, он же граф Румфорд».

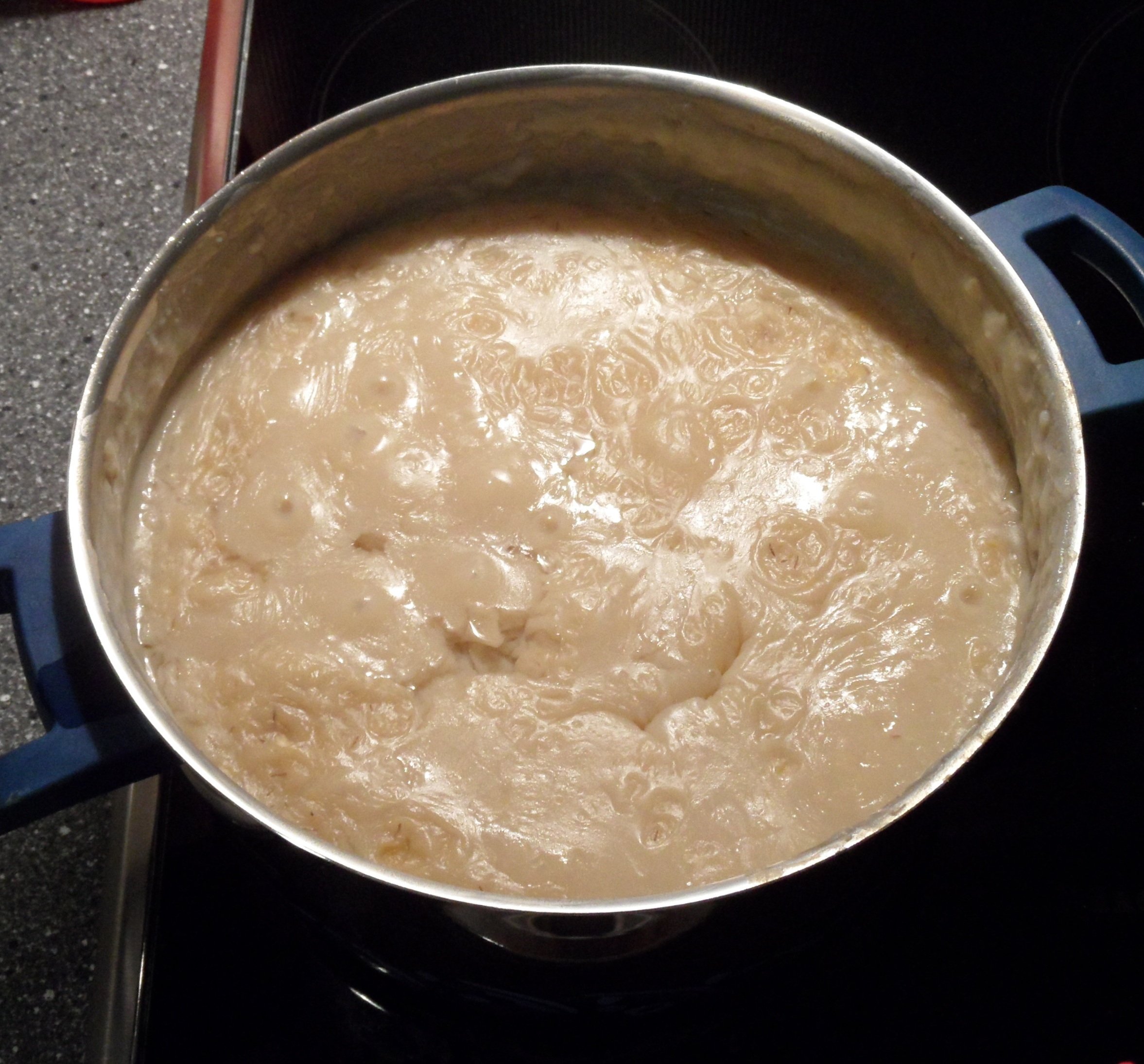
Суп Румфорда

В конце 1780-х годов Томпсон, будучи министром полиции в Баварии, предложил убрать с улиц Мюнхена нищих. В первый день нового, 1790 года, когда по традиции толпы бродяг со всей Баварии прибыли в Мюнхен собирать милостыню, они были окружены полицией и армией и отправлены в работный дом. В новом заведении с военной дисциплиной и строгим распорядком дня бродяги были обязаны трудиться на пользу государства, получая взамен приют и пищу.
Для минимизации расходов на их питание Томпсон развил теорию алхимика ван Гельмонта, согласно которой главная пища растений — это вода, а минеральные вещества лишь «катализируют» её разложение. То же, считал Томпсон, верно и для человека. Из этого он сделал логичный вывод, что лучшим и самым питательным блюдом будет суп: «Меня немало удивило, что очень малое количество твёрдой пищи, правильно приготовленное, утоляет голод, поддерживает жизнь и здоровье». На самом деле это мнение не имело ничего общего с реальностью, однако на практике это работало, поскольку еда, приготовленная в виде супа, обладает наибольшим коэффициентом полезного действия в плане энергетической ценности и лучше всего усваивается организмом. Пятилетние эксперименты на солдатах и обитателях работного дома позволили Румфорду предложить рецепт «наидешёвейшей, вкуснейшей и самой питательной пищи, которую только можно себе представить. Это суп, состоящий из перловой ячменной крупы, гороха, картофеля, мелко нарезанного белого хлеба, уксуса, соли и воды в определённых пропорциях». Далее учёный подробно описывает, как готовить этот суп, в каких котлах, как и какими порциями (по пинте с четвертью, то есть примерно по 600 миллилитров) его раздавать… Высушенные кусочки белого хлеба, добавляемые в последний момент, призваны заставить едока усиленно жевать, замедлить процесс поедания и тем повысить питательность супа.
Граф предложил несколько вариантов супа, в том числе с использованием вместо уксуса более дешёвого прокисшего пива. Были варианты разной стоимости: с мясом, с перетёртой копчёной селёдкой, с кукурузой. Хотя в исходном рецепте указывались очень большие меры веса и объёма, в одном из сочинений Румфорда есть и рецепт супа на одного человека: «унция перловки, унция сухого жёлтого гороха, три унции картофеля, четверть унции белых сухариков, соль по вкусу, пол-унции уксуса и 14 унций воды».
Похлёбка Румфорда стала основой для питания солдат практически всех армий вплоть до середины XX века. До настоящего времени рецепт Румфорда почти в неизменном виде используется Армией спасения для кормления бездомных. Практически он стал основателем диетологии — науки о питании. Румфорд многое сделал для признания картофеля как пищевой культуры, ратовал и за внедрение других дешёвых и сытных блюд — поленты и макарон, почти неизвестных тогда в Германии и Англии.

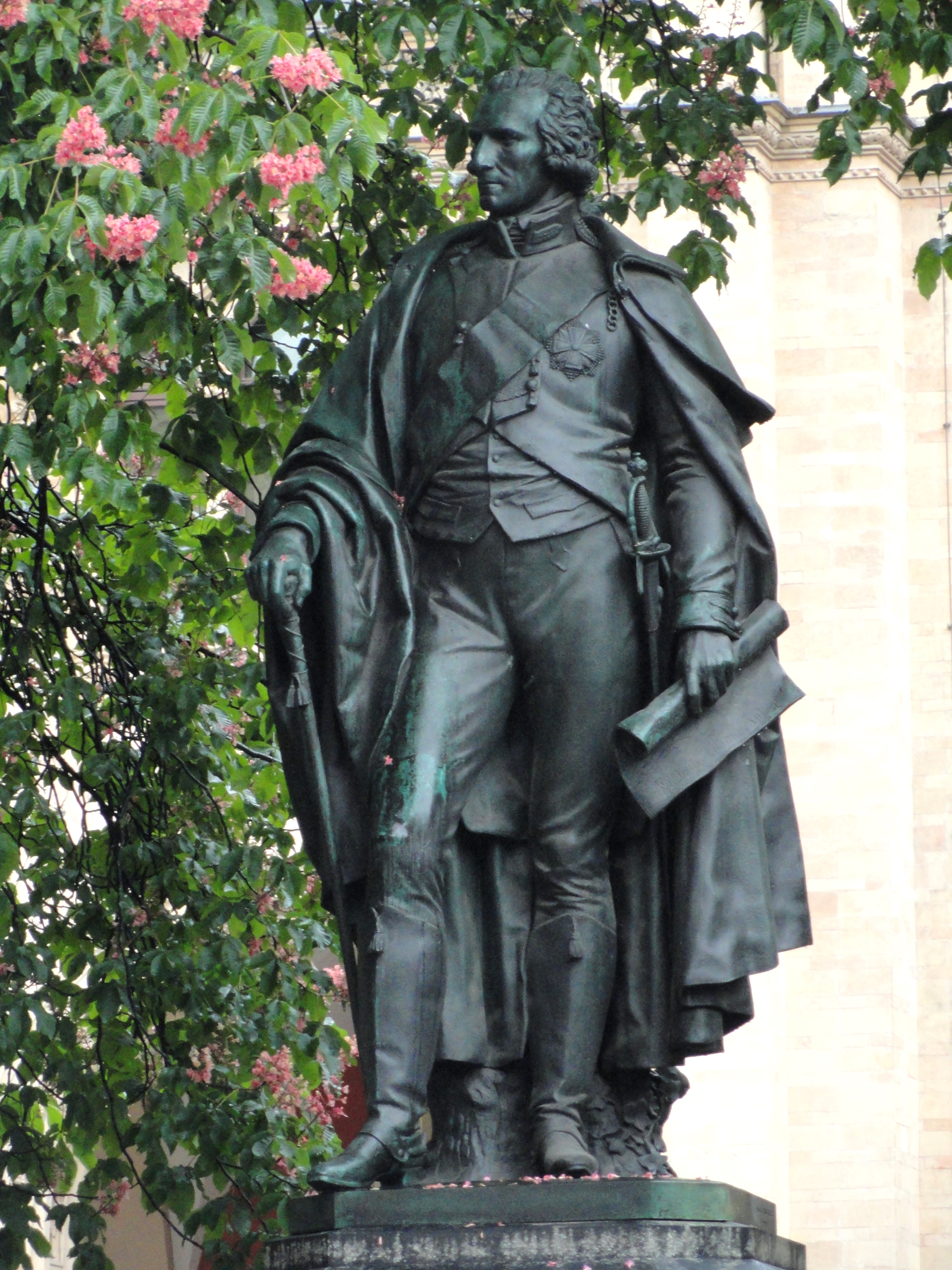
Памятник Б. Томпсону в Мюнхене

## Память
- В 1796 году Лондонское королевское общество учредило награду для выдающихся учёных за исследования в области теплофизики или оптики — Медаль Румфорда. Примечательно, что средства в размере 5 тысяч долларов США были пожертвованы самим Румфордом (он же стал первым лауреатом награды).
- С 1839 года Американская академия искусств и наук вручает премию Румфорда за исследования в области теплофизики или оптики. Как и британская награда, она была учреждена на пожертвование Румфорда в 1796 году.
- В 1970 г. Международный астрономический союз присвоил имя Бенджамина Румфорда кратеру на обратной стороне Луны.
- В Английском саду Мюнхена сохранился дом Румфорда, в честь него названа улица в старом городе и установлен памятник.